# Slaget vid al-Harra
Slaget vid al-Harra (arabiska: وقعة الحرة) utkämpades år 683 i utkanterna av Medina mellan kalifen Yazid I:s syriska armé och invånarna i Hijaz. Invånarna i Hijaz, som hade avfärdat Yazid, besegrades av Yazid I:s armé i detta slag. Den historiska traditionen kommer huvudsakligen ihåg slaget för det stora antalet av följeslagare och tabi'un som dödades eller ofredades när den syriska armén plundrade Medina.
Antalet Medinabor som dog under och omedelbart efter striden varierar från 180 till 700 medlemmar av Ansar och Quraysh, och 4 000 till 10 000 andra Medinabor. al-Samhudi har hävdat att som ett resultat av de påstådda våldtäkterna mot Medinakvinnor av Ibn Uqbas trupper, föddes 1 000 oäkta barn senare av dem som ett resultat.

### Källhänvisningar
1. ↑  Andersson, Tobias (2018-10-16) (på engelska). Early Sunnī Historiography: A Study of the Tārīkh of Khalīfa b. Khayyāṭ. BRILL. ISBN 978-90-04-38317-3. https://books.google.com/books?id=7oN1DwAAQBAJ&newbks=0&printsec=frontcover&pg=PA259&dq=al-harra+yazid+medina&hl=sv. Läst 15 januari 2024
2. ↑  Vaglieri 1971, s. 227.
3. ↑  Wellhausen 1927, s. 157.